# Kanton Bourges-3
Kanton Bourges-3 (francouzsky Canton de Bourges-3) je francouzský kanton v departementu Cher v regionu Centre-Val de Loire. Tvoří ho pouze část města Bourges.